# Brodiaea filifolia
Brodiaea filifolia är en sparrisväxtart som beskrevs av Sereno Watson. Brodiaea filifolia ingår i släktet Brodiaea och familjen sparrisväxter. Inga underarter finns listade i Catalogue of Life.